# Sörgyártás Kőbányán
A Budapest X. kerületében található Kőbánya szerepe kiemelkedő a magyarországi sörgyártás történetében. 
Ezen a területen számos sörgyár működött a 19. század második felétől. Több ezek közül kapcsolatban állt a Dreher családdal, illetve az államosított sörgyártás időszakában a  Kőbányai Sörgyárral.
A Kőbányai szó mint márkanév sokkal rövidebb életű; használata csak az államosítással vette kezdetét. Nincs adat arra, hogy az államosítás előtt bármelyik kőbányai sörgyár márkanévként használta volna. (Az illusztráció mutatja, mely nevek részeként szerepelt a "Kőbánya" szó.) A Kőbányai márkájú sört   jelenleg kizárólag a Dreher Sörgyárak Zrt. gyártja.

## Képgaléria

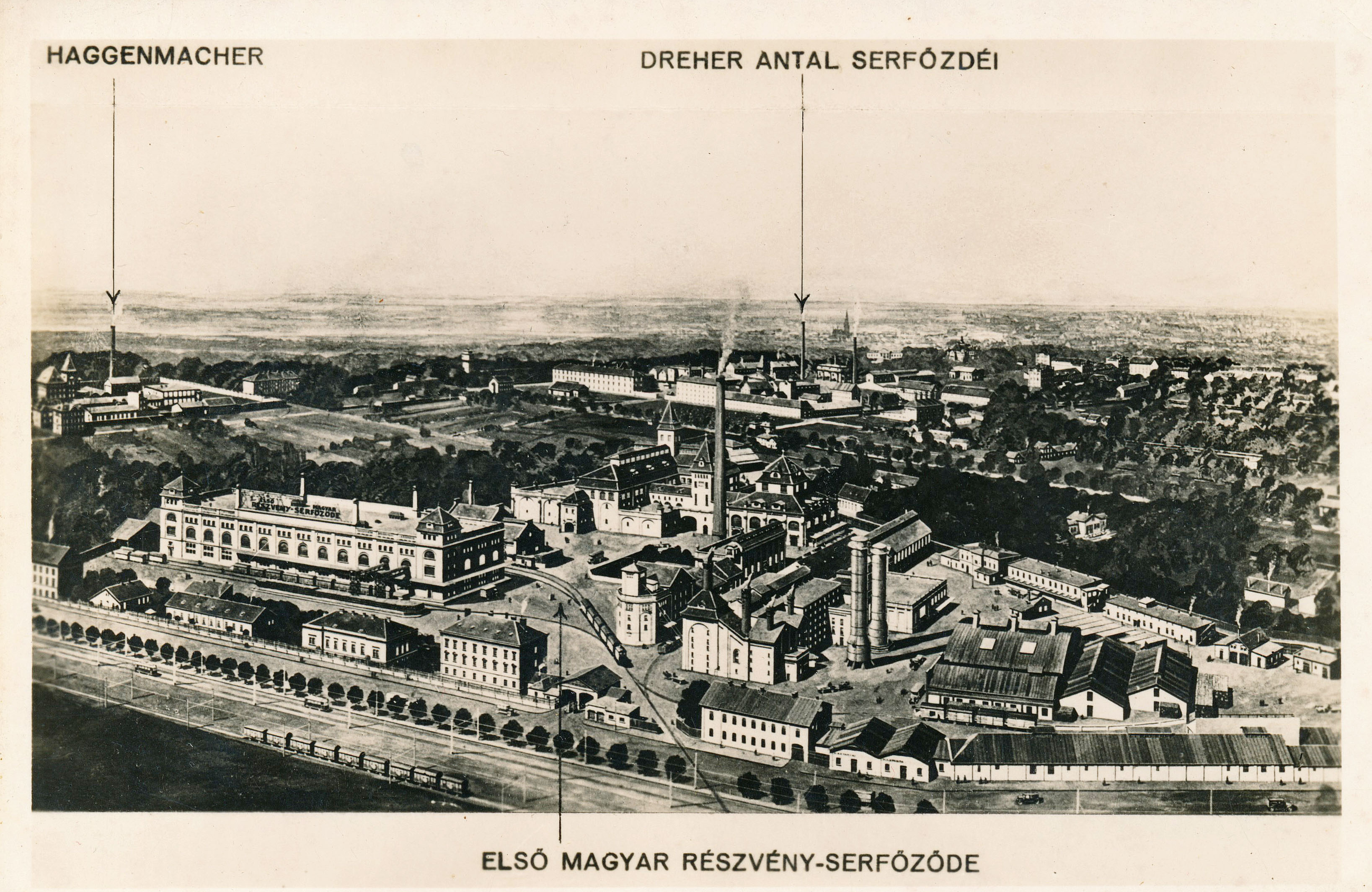
A kőbányai sörgyárak 1928-ban
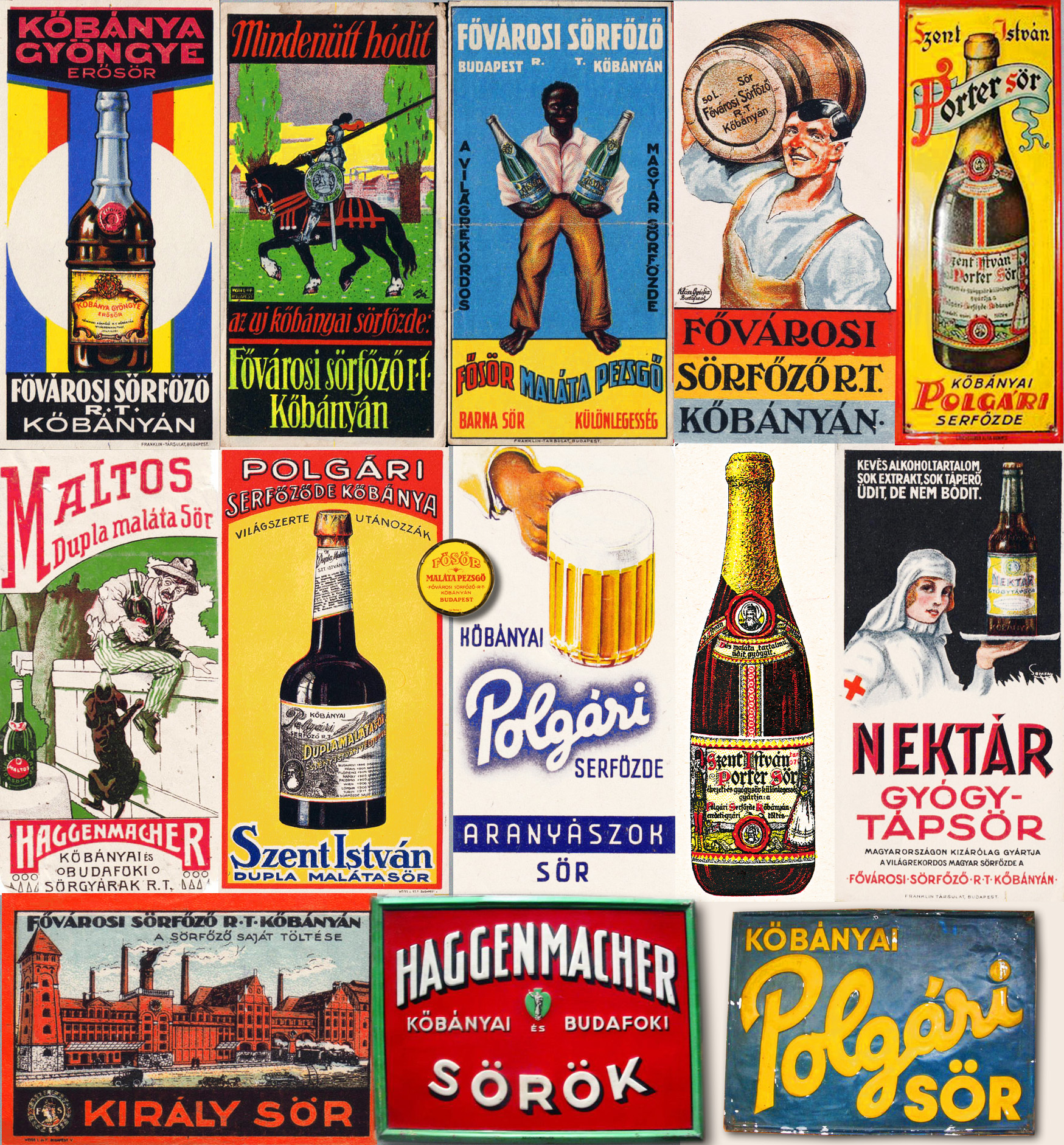
Néhányféle kőbányai sör reklámja az 1920-as évekből
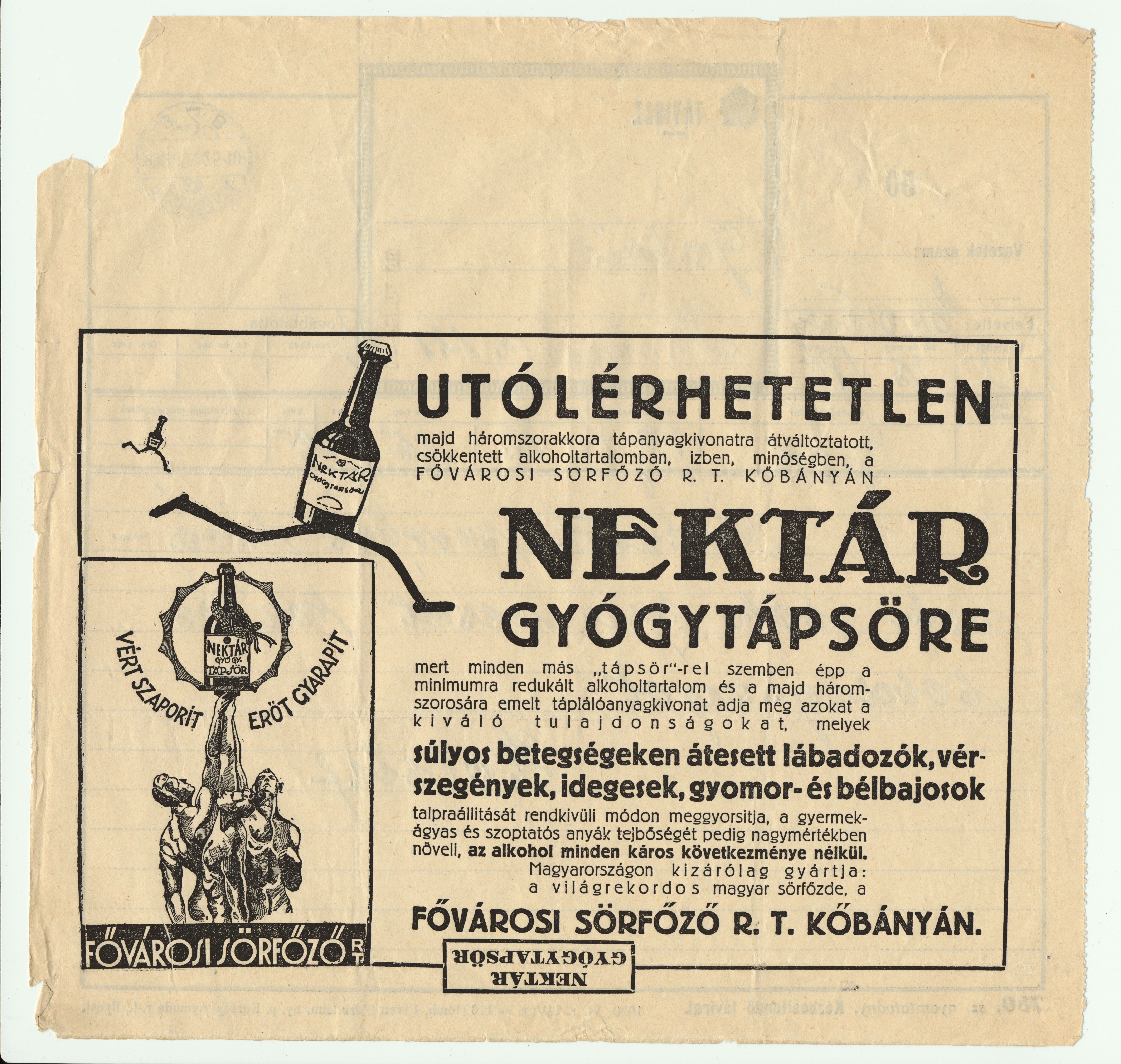
Egy távirat hátlapja is jó reklámfelület volt még 1932-ben a Nektár sör népszerűsítésére

## Története
Magyarországon a legelső sörgyár és idővel a legjelentősebb élelmiszer-ipari gyártás összpontosult Kőbányán. Kőbánya Ó-hegy mészkövéből épült a pesti kiskörút, majd a nagykörút jó részének építkezéseihez is az itteni mészkövet használták, vegyesen a drágább égetett tégla felhasználásával. A kialakuló hatalmas mészkő üregek állandó hőmérséklete, hűvössége kedvezett a sörgyártásnak, amely akkoriban sokkal kisebb üzemeket működtetett. A hűvösen tartott sör hosszabb időn keresztül megőrizte frissességét, s rászoktak a fogyasztók is a "forró ser" fogyasztása helyett a pincehidegségű serre. Kőbányán az első serfőző üzemek az 1850-es évek elején létesültek. Több család is folytatta ezt a mesterséget, s a közeli Pest korcsmárosainak szállították a sört.  1850-ben több serfőző család megalakítja a Kőbányai Serház Társaságot, 1854-ben megkezdi működését a Baber-Kluzelmann serfőzde, 1855-ben a Kőbányai Részvényes Serfőzőház alakult meg, 1862-ben kezdi meg termelését a Dréher Antal-féle kőbányai serház, 1867-ben az Első Magyar Részvényes Serfőző Társaság kezdi meg termelését itt, majd 1892-ben a Kőbányai Polgári Serfőzde Rt. Igazi áttörést az 1892-es filoxéra járvány miatt hosszabb időre kieső bortermelési okozta kedvező konjunktúra virágoztatta fel a kőbányai sörgyártást. Közben átalakult a gyártás folyamata is, és megindult a nagyipari termelés, az újabbnál újabb technológiák alkalmazásával. Sőt a hordóban tartott és szállított sörök forgalmazását felváltotta lassan a palackozott sörök farekeszeit szállító söröskocsik sokasága. Apróbb kiegészítő találmány volt a sörnyitó (1867 táján), amelyről ma kevesen tudják, hogy Sätzer József kőbányai sörgyáros és fejlesztőinek köszönhet a világ. 1898-ban a Király Serfőzde, majd a Budafokon 1879 óta működő Haggenmacher sörgyár nyitott telepet Kőbányán 1912-ben. A sörtermelés 1850-1918 között robbanás-szerű fejlődésen ment keresztül Kőbányán. Az első világháborúig az egyik legdinamikusabban fejlődő iparág lett Magyarországon az élelmiszeriparon belül a kőbányai sörgyártás, amely idővel hat nagy vállaltra redukálódott, a különböző átalakulásokkal. A Dréher csak egy volt ezek között. A nagyvállalatok átlag 2 millió hektoliter sört állítottak elő évente gyáranként ekkoriban már. 
Az ország piaci nagyságának csökkenése jelentősen átrendezte az erőviszonyokat a kőbányai sörgyártás terén is, az első világháború után. 1920-1930 között alapvetően három nagy cégre redukálódott a sörgyártás.

### A második világháború után
A  második világháború után a kőbányai sörgyárakat is államosították, és létrehozták a hatalmas méretű Kőbányai Sör- és Malátagyárat.
Az állami vállalat 1949. májusában az alábbi vállalatok egyesítésével jött létre: 
- Dreher-Haggenmacher Első Magyar Részvényserfőzde
- Kőbányai Polgári Serfőző és Szent István Tápszerművek Rt.
- Fővárosi Serfőző Rt.
- Export Magyar Malátagyár Rt.

A gyár 1949-ben az országos termelés 87%-át állította elő. 
Az 1959-től 1970-ig fennálló Magyar Országos Söripari Vállalat a szocialista korszak központja lett kőbányai székhellyel. Több vidéki sörgyárat is hozzárendeltek (pl. a nagykanizsai sörgyárat).
A gyár termelésében egyre növekedett a palackozott termékek aránya; 1959-ben itt állt munkába az első palackozó gépsor. A pasztőrözött sörök aránya az 1970-es évketől emelkedett. 1971-ben megalakították a Söripari Vállalatok Trösztjét, amelynek 1982-ig tagvállalata volt a kőbányai gyár is. 1982-ben a gyár önállóvá vált és megkezdődött a rekonstrukciója. Ugyanebben az évben alakították meg a Söripari Kutatási Céltársaságot, a gyár gesztorságával.
Szintén 1982-ben kezdődött a Tuborg márkájú sör gyártása, dán licenc alapján.

## Külső hivatkozások
- A Dreher Sörgyárak Zrt hivatalos oldala
- A Kőbányai sör hivatalos oldala